# Sharāzūl
Sharāzūl (persiska: شرازول) är en ort i Iran.   Den ligger i provinsen Östazarbaijan, i den nordvästra delen av landet, 500 km väster om huvudstaden Teheran. Sharāzūl ligger 1 292 meter över havet och antalet invånare är 217.
Terrängen runt Sharāzūl är platt åt sydväst, men åt nordost är den kuperad.Runt Sharāzūl är det ganska tätbefolkat, med 90 invånare per kvadratkilometer. Närmaste större samhälle är Malekān, 1,9 km sydost om Sharāzūl. Trakten runt Sharāzūl består till största delen av jordbruksmark.